# Långtjärnen (Laxsjö socken, Jämtland, 708846-145344)
Långtjärnen är en sjö i Krokoms kommun i Jämtland och ingår i Indalsälvens huvudavrinningsområde.